# Genoa City (Wisconsin)
Pour la ville imaginaire du feuilleton télévisé « Les Feux de l’amour », voir Genoa City.
La ville américaine de Genoa City est située dans les comtés de Kenosha et Walworth, dans l’État du Wisconsin. Sa population s’élevait à 3 042 habitants lors du recensement de 2010.
La localité a été nommée d’après Genoa, une ville de l’État de New York.

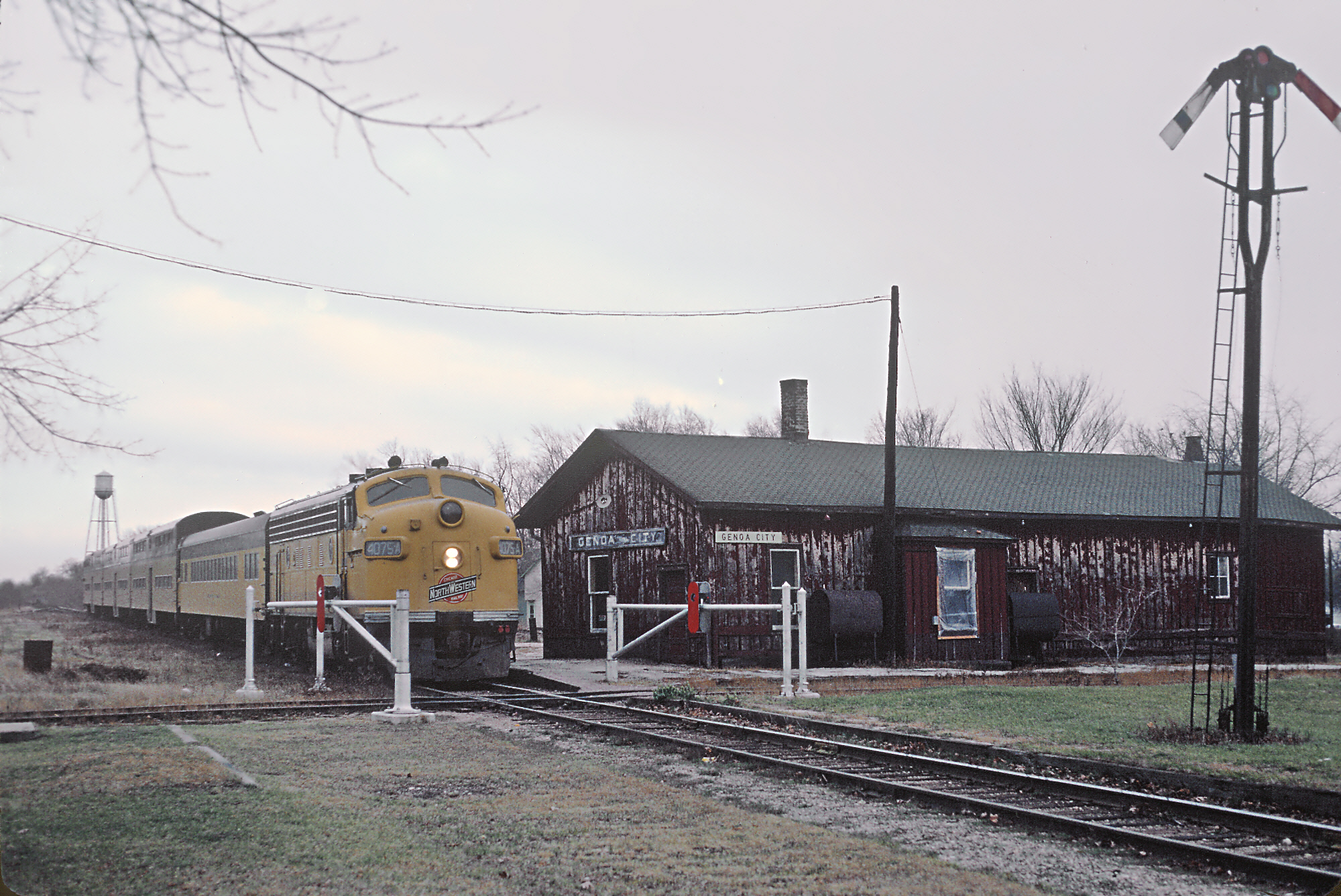
Un train CNW à Genoa City en décembre 1964